# Evgenij Zavojskij
Evgenij Konstantinovič Zavojskij (in russo Евгений Константинович Завойский?; Mohyliv-Podil's'kyj, 28 settembre 1907 – Mosca, 9 ottobre 1976) è stato un fisico sovietico noto principalmente per la scoperta della risonanza paramagnetica elettronica nel 1944.
A lui si devono probabilmente attribuire anche le prime ad osservazioni del fenomeno di risonanza magnetica nucleare. Infatti, nel 1941 fu in grado di osservare un segnale di risonanza magnetica dei protoni, ma le sue misure furono considerate non riproducibili a causa dell'impossibilità di ottenere un campo magnetico sufficientemente omogeneo.